# Strada statale 3 (Albania)
La strada statale 3 (in albanese Rruga shtetërore SH3) è una strada statale albanese che unisce la capitale Tirana con la frontiera greca.